# Potamogeton obtusifolius
Potamot à feuilles obtuses
Espèce
Statut de conservation UICN

 LC  : Préoccupation mineure
Potamogeton obtusifolius, le Potamot à feuilles obtuses, est une espèce de plantes à fleurs herbacées aquatiques de la famille des Potamogetonaceae, largement répartie dans l'hémisphère Nord.

## Description

### Appareil végétatif
Ce sont des plantes annuelles, submergées dans l'eau douce, filiformes, sans rhizome. Les tiges, d'environ 0,8 mm de diamètre, sont légèrement comprimées et rampantes à la base, richement ramifiées ; chaque nœud présente une paire de glandes nodales bien visibles ; il y a des turions terminaux sur les branches axillaires. Les stipules sont axillaires, libres, longues de 1 à 1,8 cm et larges de 1,1 à 3,5 mm, convolutées, membraneuses à herbacées, souvent fibreuses-persistantes. Les feuilles sont sessiles, linéaires, longues de 3–6 cm et larges de 2,1–3,5 mm, possédant trois (parfois cinq) nervures, les nervures latérales étant faibles mais visibles, avec des rangées étroites à larges de lacunes bordant la nervure médiane évidente ; la base des feuilles est étroitement cunéiforme et leur apex est obtus à arrondi, indistinctement mucroné.

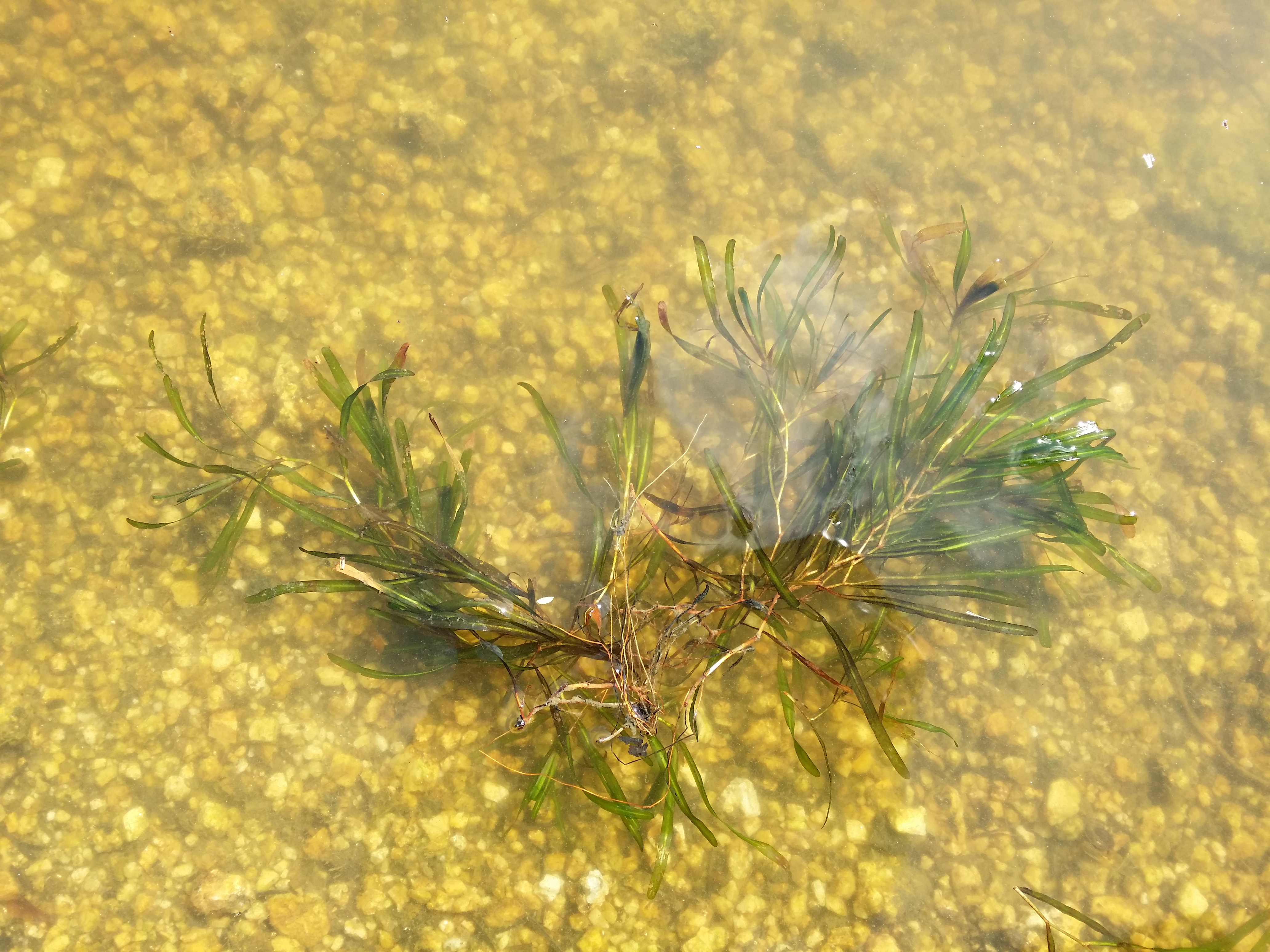
Plante entière arrachée flottant.
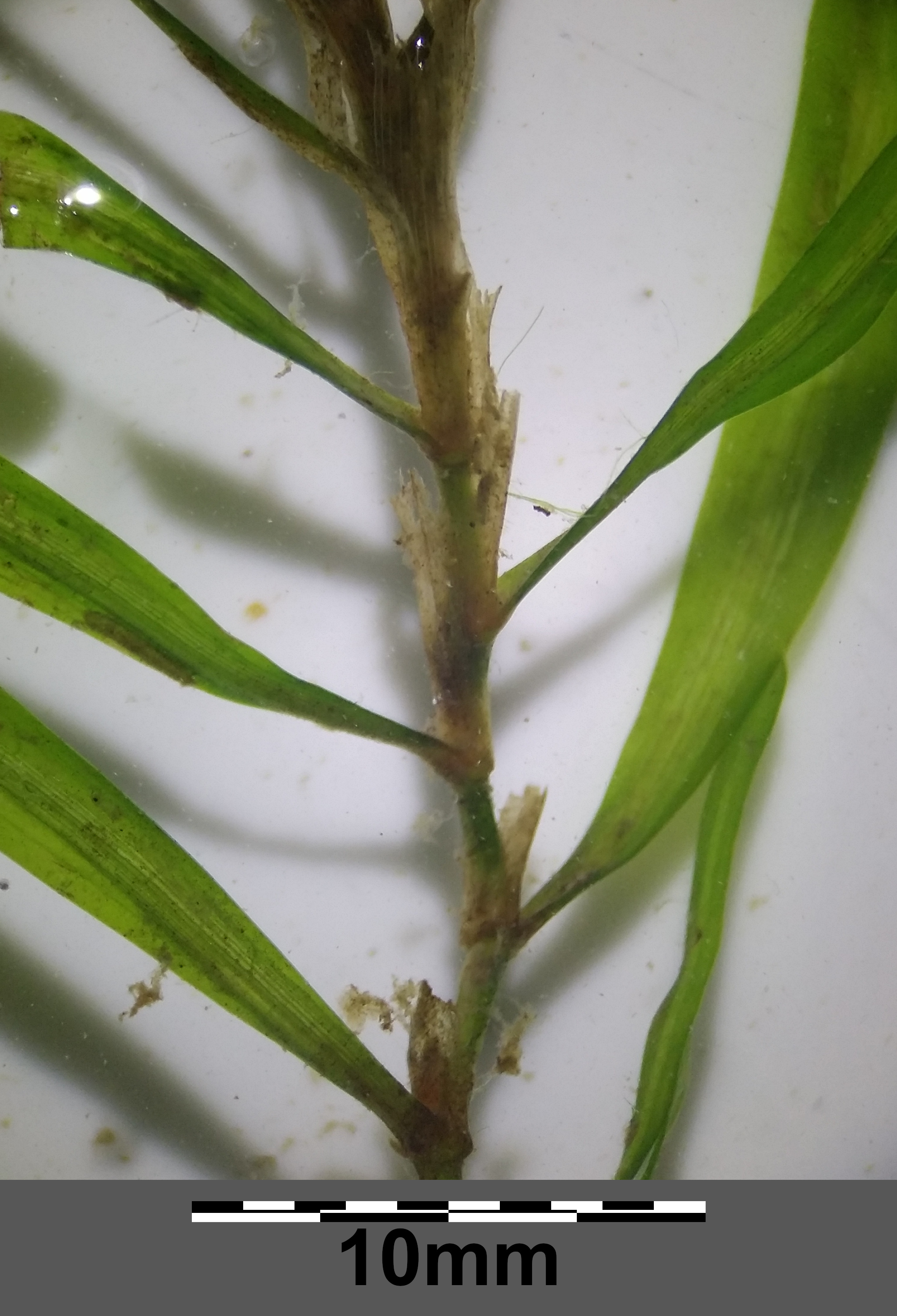
Tige.
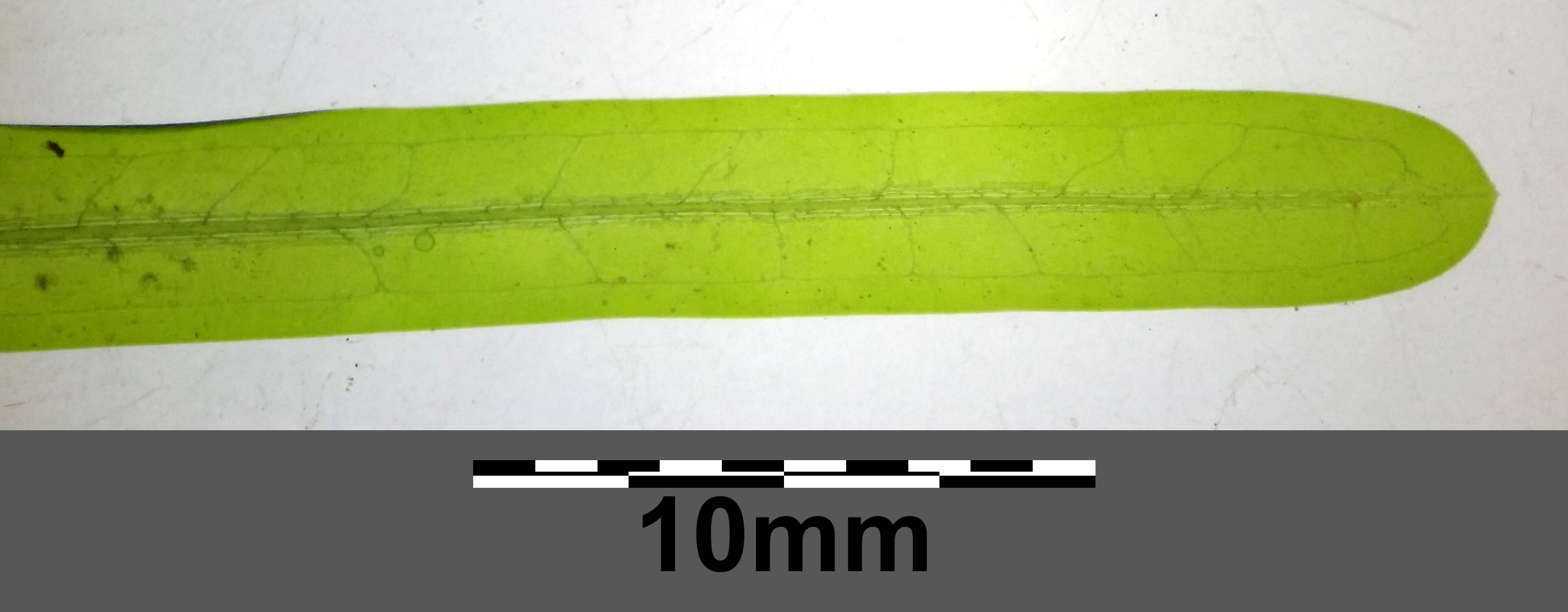
Détail d'une feuille.

### Appareil reproducteur

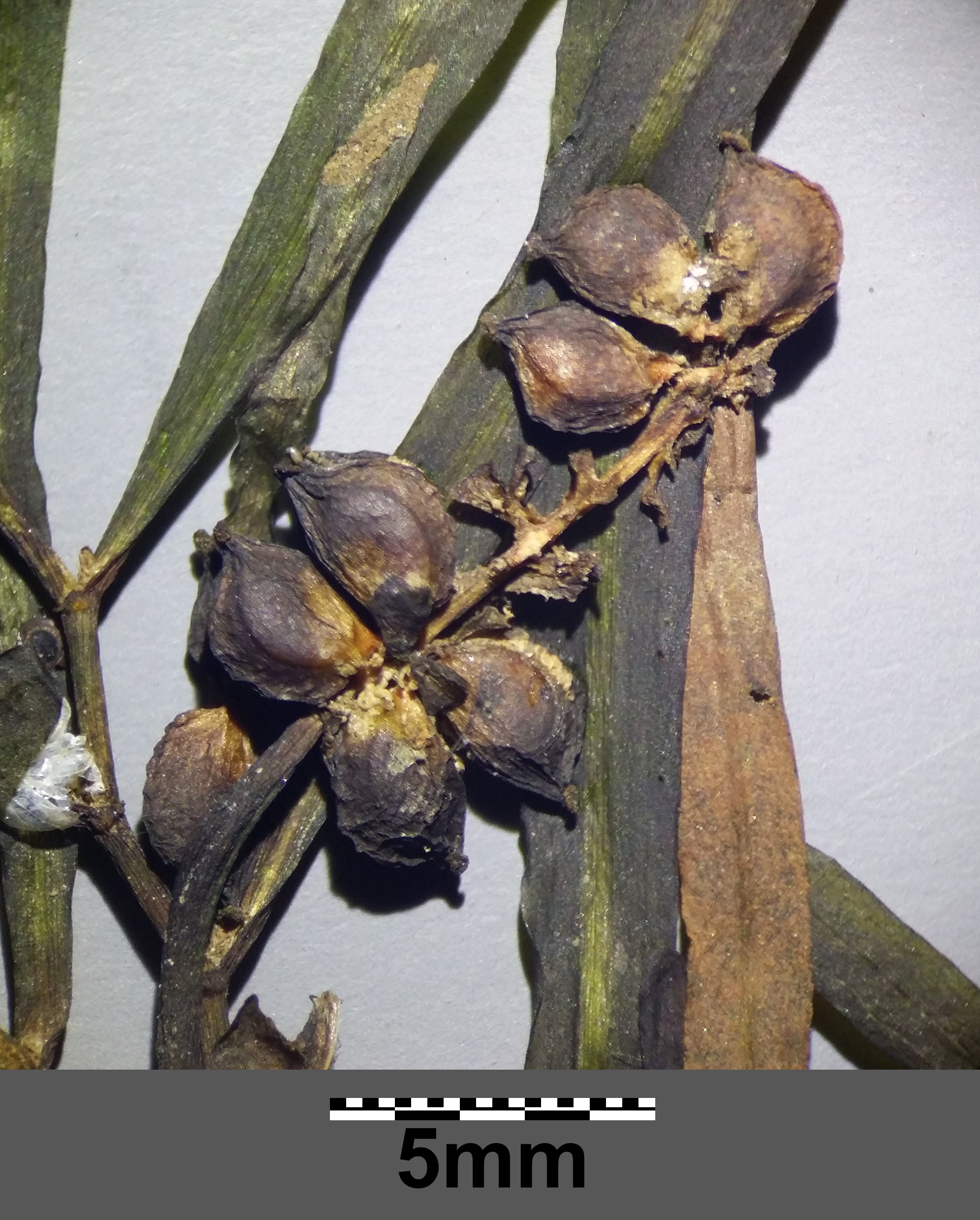
Fruits.

Les inflorescences sont des épis en deux ou trois verticilles de fleurs opposées, contigus, largement cylindriques ; les pédoncules font 0,4 à 1,2 fois la longueur de l'épi fructifère. Les carpelles sont au nombre de quatre, parfois trois ou cinq. Le fruit est obovoïde, long de 2,6–3,6 mm, avec une carène abaxiale distincte ou indistincte. La floraison et la fructification ont lieu entre juin et octobre. La diploïdie est de 2n = 26.
Deux hybrides ont été décrits : Potamogeton obtusifolius × Potamogeton pusillus (= P. ×saxonicus Hagström) et Potamogeton friesii × P. obtusifolius (= P. ×semifructus A. Bennett ex Ascherson & Graebner).

## Répartition
Cette plante aquatique est largement répandue dans les régions tempérées à froides de l'hémisphère Nord (holarctique),, jusqu'à 2 000 m d'altitude.

## Habitat et écologie

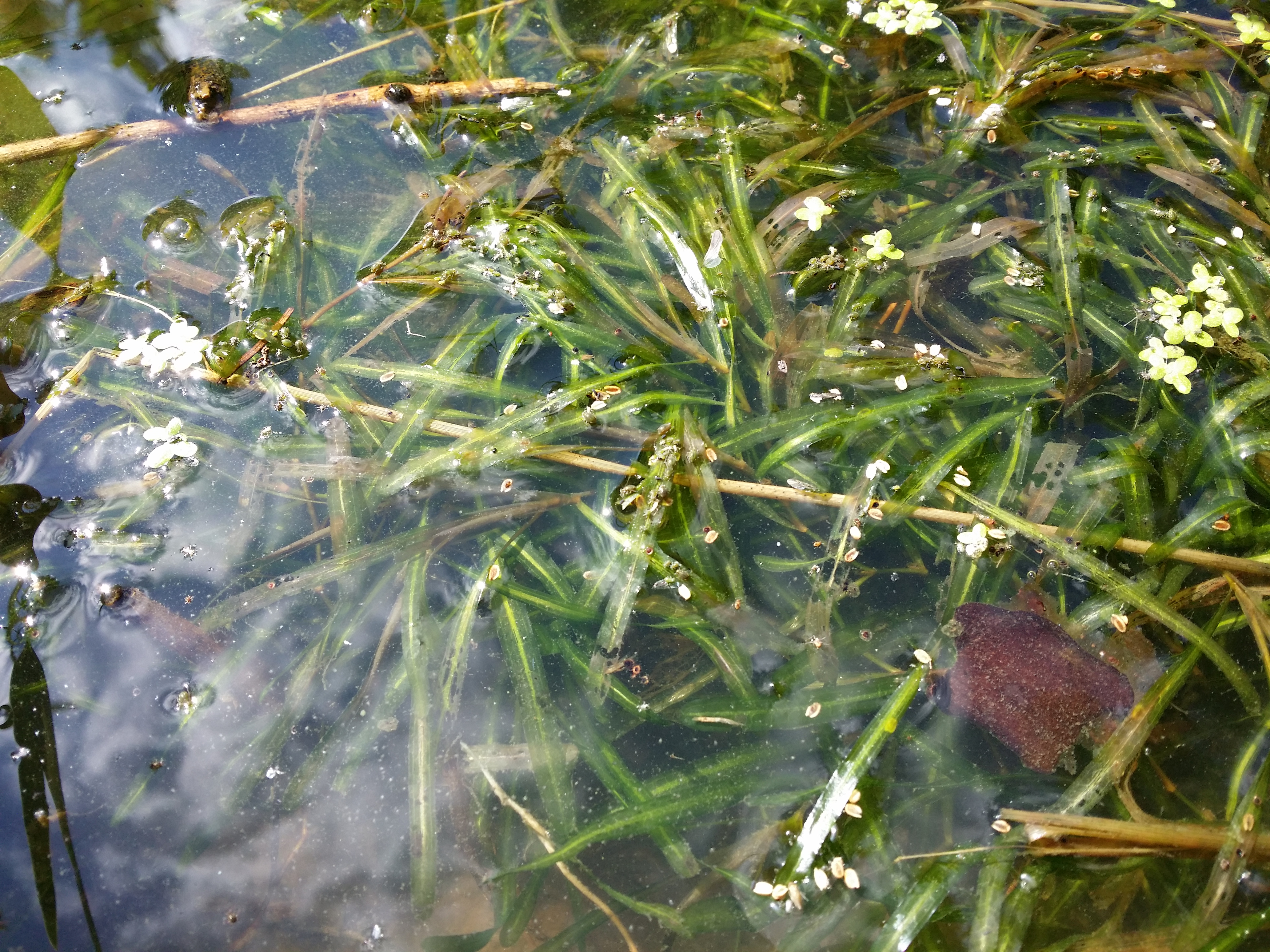
Potamots à feuilles obtuses, immergés.

L'espèce se développe typiquement dans des eaux stagnantes ou très lentes, mésotrophes ou parfois eutrophes, acides ou neutres, souvent sur de la vase profonde, y compris les lacs, les étangs, les canaux et occasionnellement les bras morts des rivières.
C'est une espèce caractéristique des formations à petits Potamots, elle forme une combinaison caractéristique du Potametum obtusifolii Pohjala 1933, et une espèce indicatrice des plans d'eau eutrophes avec végétation enracinée avec ou sans feuilles flottantes, et des mares dunaires.

## Systématique
Le nom correct complet (avec auteur) de ce taxon est Potamogeton obtusifolius Mert. & W.D.J.Koch, publié en 1923 par les botanistes allemands Franz Karl Mertens et Wilhelm Daniel Joseph Koch, dans la flore allemande de Johann Christoph Röhling.
Ce taxon porte en français le nom vulgaire et normalisé de « Potamot à feuilles obtuses,, », traduction littérale de son nom scientifique.
Potamogeton obtusifolius a pour synonymes :
(synonymes homotypiques)
- Buccaferrea obtusifolia (Mert. & W.D.J.Koch) Bubani in Nuovo Giorn. Bot. Ital. 5: 317 (1873)
- Spirillus obtusifolius (Mert. & W.D.J.Koch) Nieuwl. in Amer. Midl. Naturalist 3: 19 (1913)

(synonymes hétérotypiques)
- Potamogeton divaricatus Wolfg. in J.A.Schultes & J.H.Schultes, Mant. 3: 355 (1827)
- Potamogeton liljebladii Wallman ex Rchb. in Icon. Fl. Germ. Helv. 7: 16 (1845)
- Potamogeton obtusifolius subvar. acutus (Fieber) Graebn. in H.G.A.Engler (ed.), Pflanzenr., IV, 11: 109 (1907)
- Potamogeton obtusifolius subf. acutus (Fieber) Soó in Magyar Biol. Kutatóint. Munkái 8: 228 (1936)
- Potamogeton obtusifolius f. acutus Fieber in B.V.von Berchtold & P.M.Opiz, Oekon.-Techn. Fl. Böhm. 2(1): 275 (1838)
- Potamogeton obtusifolius f. angustifolius (Fieber) Rchb. in Icon. Fl. Germ. Helv. 7: 16 (1845)
- Potamogeton obtusifolius var. angustifolius Fieber in B.V.von Berchtold & P.M.Opiz, Oekon.-Techn. Fl. Böhm. 2(1): 275 (1838)
- Potamogeton obtusifolius subvar. apiculatus (Fieber) Graebn. in H.G.A.Engler (ed.), Pflanzenr., IV, 11: 109 (1907)
- Potamogeton obtusifolius subf. apiculatus (Fieber) Soó in Magyar Biol. Kutatóint. Munkái 8: 228 (1936)
- Potamogeton obtusifolius f. apiculatus Fieber in B.V.von Berchtold & P.M.Opiz, Oekon.-Techn. Fl. Böhm. 2(1): 275 (1838)
- Potamogeton obtusifolius f. contractus Cham. & Schltdl. in Linnaea 2: 179 (1827)
- Potamogeton obtusifolius var. elongatus G.Fisch. in Ber. Bayer. Bot. Ges. 11: 102 (1907), nom. illeg.
- Potamogeton obtusifolius f. elongatus Cham. & Schltdl. in Linnaea 2: 179 (1827)
- Potamogeton obtusifolius f. insolitus Tiselius in Potamog. Suec. Exs. 3: n.° 150 (1897)
- Potamogeton obtusifolius f. insolitus Tiselius in Potamog. Suec. Exs. 3: n.° 150 (1897)
- Potamogeton obtusifolius f. latifolius (Fieber) Rchb. in Icon. Fl. Germ. Helv. 7: 16 (1845)
- Potamogeton obtusifolius var. latifolius Fieber in B.V.von Berchtold & P.M.Opiz, Oekon.-Techn. Fl. Böhm. 2(1): 275 (1838)
- Potamogeton obtusifolius f. microcarpus Hyl. in Bot. Not. 1953: 352 (1953)
- Potamogeton obtusifolius subf. muticus (Fieber) Soó in Magyar Biol. Kutatóint. Munkái 8: 228 (1936)
- Potamogeton obtusifolius f. muticus Fieber in B.V.von Berchtold & P.M.Opiz, Oekon.-Techn. Fl. Böhm. 2(1): 275 (1838)
- Potamogeton obtusifolius subvar. muticus (Fieber) Graebn. in H.G.A.Engler (ed.), Pflanzenr., IV, 11: 108 (1907)
- Potamogeton obtusifolius subf. obtusus (Fieber) Soó in Magyar Biol. Kutatóint. Munkái 8: 228 (1936)
- Potamogeton obtusifolius subvar. obtusus (Fieber) Graebn. in H.G.A.Engler (ed.), Pflanzenr., IV, 11: 109 (1907)
- Potamogeton obtusifolius f. obtusus Fieber in B.V.von Berchtold & P.M.Opiz, Oekon.-Techn. Fl. Böhm. 2(1): 275 (1838)
- Potamogeton tataricus Less. in Linnaea 9: 206 (1834)

## Menaces et conservation
L'espèce est de « préoccupation mineure » (LC) sur les listes rouges mondiale, européenne et française. En France, à l'échelle régionale, elle est « en danger critique d'extinction » en Auvergne et en Haute-Normandie, « en danger » (EN) en Champagne-Ardenne, Poitou-Charentes, Nord-Pas-de-Calais, Bourgogne, Picardie et « espèce vulnérable » (VU) en Centre-Val-de-Loire, Basse-Normandie, Île-de-France, Alsace, Pays-de-la-Loire et Bretagne.